# Vipio moneilemae
Vipio moneilemae är en stekelart som beskrevs av Charles Joseph Gahan 1930. Vipio moneilemae ingår i släktet Vipio och familjen bracksteklar. Inga underarter finns listade i Catalogue of Life.